# コンフロンテイション (アルバム)
『コンフロンテイション』（Confrontation）は、ボブ・マーリー&ザ・ウェイラーズのアルバムである。マーリーの死後から2年たった1983年5月にリリースされた。マーリーの生前にリリースされたシングルや未発表曲などが収録されている。その中でも最も有名な曲が"バッファロー・ソルジャー"である。アルバムジャケット内側見開きの絵は1896年にエチオピア帝国がイタリアを打ち破ったアドワの戦いを描いたもの。

## 曲リスト
特記無きものはボブ・マーリーによる作詞・作曲。

### A面
1. "Chant Down Babylon" - 2:36
2. "Buffalo Soldier" - 4:15
作詞・作曲 : ボブ・マーリー/N.G. Williams
3. "Jump Nyahbinghi"- 3:43
4. "Mix Up, Mix Up" - 5:02
5. "Give Thanks And Praise" - 3:15

### B面
1. "Blackman Redemption" - 3:33
作詞・作曲 : ボブ・マーリー/リー・ペリー
2. "Trench Town" - 3:12
3. "Stiff Necked Fools" - 3:25
4. "I Know" - 3:20
5. "Rastaman Live Up!" - 5:23
作詞・作曲 : ボブ・マーリー/リー・ペリー

### CDボーナストラック
1. "Buffalo Soldier (12" Mix)" - 7:37
作詞・作曲 : ボブ・マーリー/N.G. Williams

## クレジット
- ボブ・マーリー - リードボーカル、バックグラウンド・ボーカル、リズムギター
- アストン・バレット - ベース、ギター、パーカッション
- カールトン・バレット - ドラムス
- Tyrone Downie - キーボード、バックグラウンド・ボーカル
- Junior Marvin - リードギター、バックグラウンド・ボーカル
- Earl Lindo - キーボード
- Alvin Patterson - パーカッション
- I Threes - バッキング・ボーカル
  - Rita Marley
  - Marcia Griffiths
  - Judy Mowatt
- ブラス
  - Glen DaCosta - テナーサックス
  - David Madden - トランペット
  - Nambo - トロンボーン
  - Devon Evans - パーカッション
- "Special thanks to Santa" who played drums on Chant Down Babylon
- 録音・ミックス - タフ・ゴング・スタジオ
- レコーディング/ミキシング・エンジニア - Errol Brown
- アシスタント・エンジニア - Michael Reid
- ミックス - Errol Brown、クリス・ブラックウェル、アストン・バレット
- プロデュース - ボブ・マーリー&ザ・ウェイラーズ、Errol Brown
- エグゼクティブ・プロデューサー - リタ・マーリー